# Juno und der Pfau
Juno and the Paycock (dt. Juno und der Pfau in der Übersetzung von Maik Hamburger) ist ein dramatisches Werk des irischen Schriftstellers Seán O’Casey, das 1924 am Abbey Theatre in Dublin uraufgeführt und erstmals 1925 im Londoner Macmillan Verlag in Buchform veröffentlicht wurde. Das Stück ist seitdem zu einem festen Bestandteil des Spielplans der weltweiten, auch deutschen Bühnen geworden. Juno und der Pfau spielt in den Elendsvierteln von Dublin im Jahre 1922 und behandelt das Schicksal der irischen Familie Boyle aus den unteren sozialen Schichten, die von einer Reihe von Schicksalsschlägen getroffen wird.

## Inhalt
Der Vater, ironischerweise „Captain Boyle“ genannt, ist arbeitslos und zudem arbeitsscheu; aufgrund seiner ganzen Charakterdisposition ist er nicht mehr fähig, die Familie zusammenzuhalten. Sobald ihm eine Arbeit angeboten wird, verspürt er geistesgegenwärtig unerträgliche Schmerzen im Bein, die es ihm unmöglich machen, auch nur einen Schritt zu tun; zielstrebig handeln kann er jedoch, wenn sein Weg in das Pub führt.
Johnny, der Sohn der Familie, hat sich im irischen Unabhängigkeitskrieg sowie im anschließenden Bürgerkrieg engagiert und dabei Verwundungen erlitten; zudem wird er verdächtigt, einen Kameraden an die Gegenseite verraten zu haben, der aufgrund dieser Information getötet wurde. Johnny wird daraufhin von seinen eigenen Mitkämpfern verschleppt und als Vergeltung für den Tod des anderen hingerichtet.
Die Tochter Mary ist ebenfalls ohne Arbeit; sie beteiligte sich an einem Proteststreik für eine zu Unrecht entlassene Kollegin und verlor dadurch ihre Arbeitsstelle. Mary hängt einem heruntergekommenen englischen Anwalt mit hohlen theoretischen Überzeugungen nach. Dieser Anwalt namens Bentham entdeckt schließlich ein Testament, das der Familie Boyle eine beachtliche Geldsumme verheißt, begeht jedoch bei der Ausfertigung des Testaments einen Fehler, so dass sich die Hoffnung auf eine finanzielle Rettung wieder zerschlägt. Als Mary von ihm schwanger wird, macht sich Bentham klammheimlich aus dem Staub. Mary wird daraufhin auch von ihrem Vater verstoßen.
Die einzige integrative Kraft in dieser auf Selbstzerstörung angelegten Familie ist Juno, die Mutter und Titelfigur. Sie nimmt sich nach Johnnys Ermordung und dem Verschwinden Benthams der verstoßenen Mary an. Auf deren Klage, ihr Kind werde keinen Vater haben, antwortet Juno, es werde etwas viel besseres haben, nämlich zwei Mütter.

## Interpretationsansatz

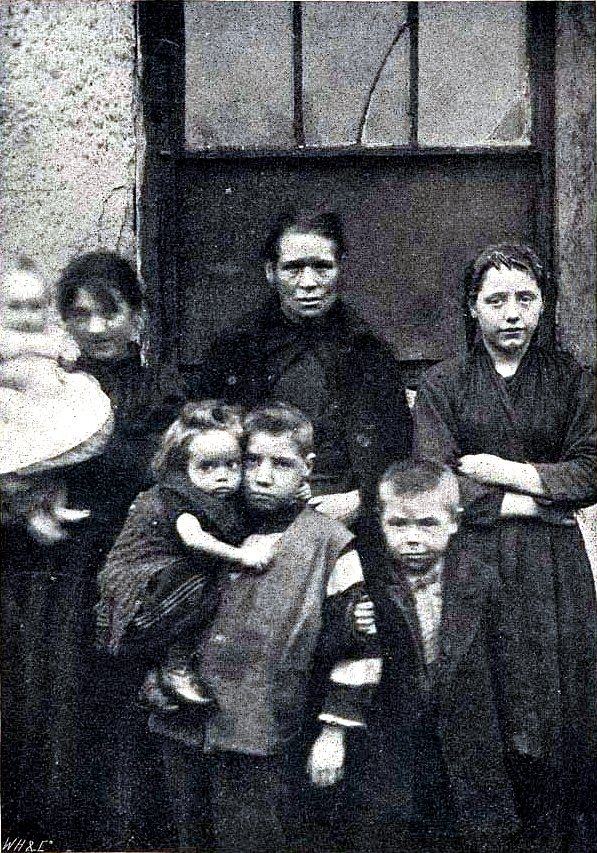
Dubliner Slum-Bewohner um die Jahrhundertwende

Wie Kosok in seiner Analyse des Stückes aufzeigt, lassen sich die Aussagen von Juno und der Pfau auf unterschiedlichen Ebenen interpretieren.
In struktureller Hinsicht zeigt dieses Drama O’Caseys einen konventionellen, durchsichtigen Aufbau mit einer konsequent konzipierten, an Einzelereignissen reichen Fabel; die Dramenstruktur folgt dabei weitgehend der Form der klassischen Tragödie. Das Stück enthält drei Handlungsstränge, die Johnny-, die Mary- und die Familienhandlung. Jeder dieser Handlungsstränge wird dabei von jeweils einem zentralen Handlungsmotiv vorangetrieben: dem Motiv des Mörders und der Gewissenskonflikte des Täters in der Johnny-Handlung, dem des verführten Mädchens und des treulosen Geliebten in der Mary-Handlung und schließlich dem des Familienmotivs der glücklosen Erbschaft, allesamt Standardmotive im klassischen Drama von Shakespeares Macbeth bis zum Melodrama des 19. Jahrhunderts.  Dabei kann das Werk in die Geschichte der Tragikomödie eingeordnet werden, die Erschütterung über die Desintegration und den Untergang der Familie wird eingebettet in eine Vielzahl (situations-)komischer Elemente und Szenen.
Sozialgeschichtlich vermittelt Juno und der Pfau Einblicke in die Geschichte Irlands mit seinen gravierenden Sozialkonflikten, der Landflucht nach Dublin und der prekären Lage des Dubliner Stadtproletariats. In der Darstellung der Existenzprobleme in den städtischen slums wird deutlich, „wie sehr Armut, Schmutz, Krankheit, Arbeitslosigkeit, vor allem aber die unerträgliche Einengung der Privatsphäre, zu den unauslöschlichen Grunderfahrungen eines jeden Menschen gehören, der durch dieses Milieu gegangen ist.“ Juno und der Pfau spiegelt dabei jedoch nicht nur allgemein die Sozialgeschichte Irlands, sondern zeigt auch einen präzisen Punkt in der politischen Geschichte des Landes.
Johnny Boyle, über den das politische Hintergrundgeschehen in die private Familientragödie einfließt, hat 1916 am Easter Rising in Dublin teilgenommen und ist dabei verwundet worden. Kosok schreibt hierzu in seiner Deutung: „Wie O’Casey meisterhaft deutlich macht, ist Johnny kein Einzelfall: derjenige, dessen Tod er verursacht, war wiederum für den Tod eines anderen verantwortlich. Von den ausführlich dargestellten Bühnenereignissen bis zum nur noch andeutungsweise berichteten Tod jenes namenlosen Dritten wird die Kette des Leidens und der gegenseitigen Verantwortung erkennbar, die [...] als Symbol für die Bürgerkriegssituation von 1923 dienen kann.“
Als Gegenposition zu diesen eher allgemeinen Bedeutungsansätzen ist des Weiteren der Themenkreis der psychologischen Erfahrungen im individuellen Bereich ein zentraler Gegenstand des Stückes. Die Gestalt Johnnys ist zugleich „eine gelungene  psychologische Studie der Angst, die aus Schuld erwächst.“ Mit der Figur des Johnny hat O’Casey das Schicksal eines Menschen gestaltet, der durch eine einzige, vielleicht unüberlegte oder übereilte Tat alle Prinzipien seines Lebens in Frage stellt.
O’Caseys Drama zeigt die menschliche Verhaltensweisen in Extremsituationen nicht nur an dem Beispiel Johnnys, sondern auch an dem Marys. Mary wird zunächst durch den Streik eingeführt, an dem sie sich beteiligt. Während ihre Mutter Juno aus Familienegoismus jede Verantwortung für andere ablehnt, ist Mary bereit, sich an dem Streik für eine ungerechtfertigt entlassene Kollegin beteiligen und setzt damit aus Solidarität ihren eigenen Arbeitsplatz aufs Spiel. Das Opfer, das sie bringt, wird jedoch letztlich wiederum auf die Familie und Juno abgewälzt; der Konflikt zwischen Existenzerhaltung der Familie einerseits und solidarischem Verhalten andererseits tritt offen zutage.
In ähnlicher Weise thematisiert O’Casey mit der Figur Marys und ihrer Situation einen weiteren grundlegenden Konflikt in der menschlichen Lebensbewältigung: Noch zu dem Zeitpunkt, als bereits feststeht, dass Bentham sie im Stich gelassen hat, besteht sie auf ihrer Liebe zu ihm und ist nicht bereit, ihn zu verdammen. Hätte sie ihn lediglich als bloßes Mittel zum sozialen Aufstieg gesehen, so sähe ihre Reaktion an dieser Stelle sicherlich anders aus. Wie Kosok ausführt, ist Marys Charakter durch „die Spannungen zwischen den repressiven Bedingungen ihrer Umwelt und ihren eigenen schwachen Versuchen zur geistigen und sozialen Emanzipation“ gekennzeichnet. „Ihre Schwächen, die Verblendung durch Bentham und die ständige Gereiztheit gegenüber ihrer Familie sind aus diesem Zwiespalt zu erklären“, schreibt Kosok in seiner Analyse des Dramas.
Das Thema des Bestehens oder Versagens in den „Prüfungen des Lebens“ wird auch mit der Titelfigur Junos in den Vordergrund gerückt. So gelingt es ihr zwar ebenso wenig wie den anderen Familienmitgliedern, mit dem Problem des unerwarteten Reichtums fertigzuwerden: All der nutzlose Plunder in dem vollgestopften Zimmer und das Grammophon, das sie herbeischleppt, zeigen, dass sie nicht in der Lage ist, das in Erwartung künftigen Reichtums geborgte Geld sinnvoll einzusetzen. Dafür bewährt sie sich jedoch umso eindringlicher im Unglück: Auf die Nachricht von Marys Schwangerschaft ist sie, anders als ihr tobender Mann, die einzige, die Marys hoffnungslose Lage einzuschätzen weiß und Verständnis und Mitgefühl für sie aufbringt. Bei allen ernsthaften Prüfungen ist sie diejenige in der Familie, die sich bewährt und trotz aller Anlässe zum Pessimismus eine Spur von Hoffnung in das Drama trägt. Dessen ungeachtet ist sie aber weder ein Idealbild des Autors, dem alle nacheifern sollten, noch das symbolhaft überhöhte Bild der leidenden Mutter, wie einige Interpreten vermuten. Bei aller Beschränktheit, mit einem an Eigensinn grenzenden Optimismus, nimmt sie jedoch entgegen jeder Hoffnung immer wieder den Kampf für die ihr anvertrauten Menschen auf. So trägt sie auch symbolhaft den Namen jener römischen Göttin, die als Hüterin des Herdes und Beschützerin der Ehe fungiert.
Ihr Ehemann Captain Boyle ist demgegenüber in dem Drama kontrastiv als der Typus des Anti-Helden gleichsam wie in einem anti-heroischen Schauspiel angelegt. Er steht in tragischer Einsamkeit und Machtlosigkeit der Heldin Juno gegenüber, die allein die chaotischen Verhältnisse in der Familie bewältigen kann. Im Sinne der Tragikomödie ist die Figur des Captain Boyle jedoch gleichzeitig den derb anzüglichen, komischen Gestalten in Shakespeares Komödien nachgezeichnet.

## Hintergrund
Sean O’Casey nahm 1913 an einem achtmonatigen Streik als Sekretär der von James Larkin gegründeten Irish Citizen Army teil, die zum Schutz der Streikenden gebildet worden war. Als überzeugter Sozialist trat er aber von seinem Amt zurück, als der Nationalismus, den die Irish Volunteers vertraten, immer stärker die Irish Citizen Army dominierte. Mit der Renaissance der irischen Kultur, wie sie die Irish Volunteers anstrebten, konnte er sich nicht identifizieren, da ihm dies als eine vom Mittelstand getragene Bewegung erschien, er sich aber mit den Bedürfnissen der Arbeiterschaft identifizierte, obwohl er selbst ursprünglich nicht aus proletarischen Kreisen stammte.
Ab 1918, nach dem Tode seiner Mutter, begann O’Casey für das Abbey Theatre in Dublin zu schreiben; der große Erfolg, der Juno and the Paycock nach der Uraufführung zuteilwurde, trug mit dazu bei, das Theater vor dem damals drohenden finanziellen Ruin zu bewahren.

## Rezeption und Wirkung
Juno and the Paycock wurde in der Literaturkritik als eines der wichtigsten irischen Dramen des 20. Jahrhunderts gewürdigt und teilweise mit Werken wie beispielsweise Hebbels Maria Magdalena oder Arnold Weskers Chicken Soup With Barley (dt. Hühnersuppe mit Graupen) verglichen. In O’Caseys Gesamtwerk wird Juno und der Pfau von verschiedenen Literaturwissenschaftlern als sein bedeutendstes Werk eingeschätzt.

## Verfilmungen

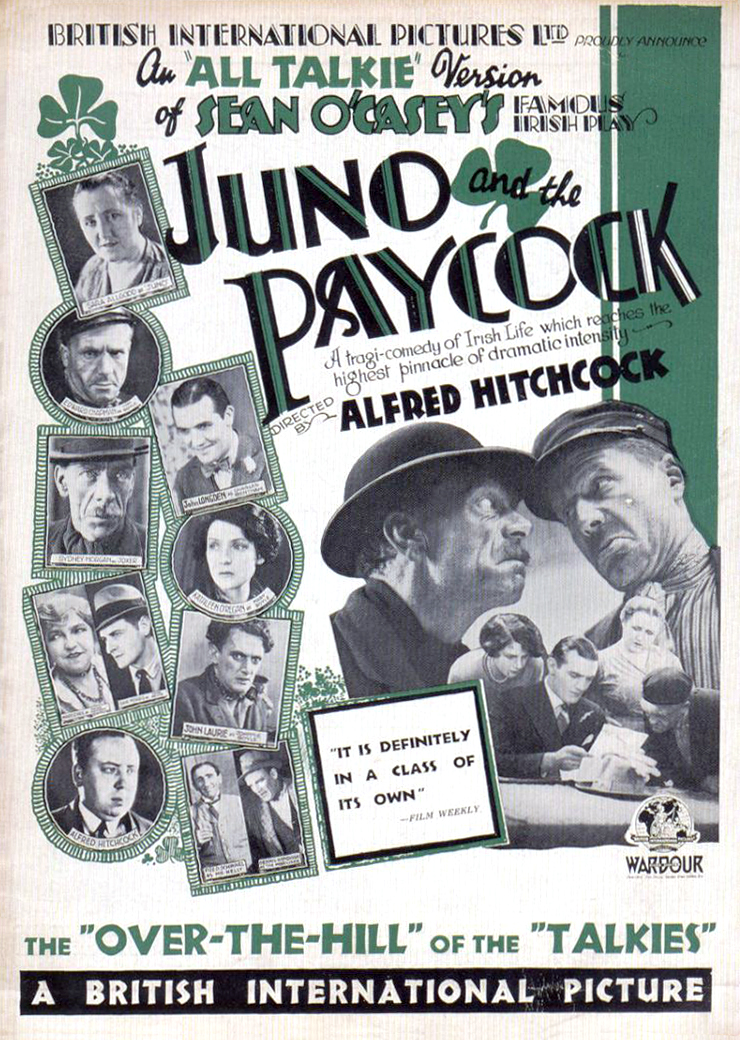
Plakat einer Aufführung 1930

Juno and the Paycock bildete 1929 die Vorlage für einen gleichnamigen Kinofilm von Alfred Hitchcock, der das Drehbuch schrieb und Regie führte, mit Barry Fitzgerald, Máire O’Neill, Edward Chapman und Sara Allgood in den Hauptrollen.
Ebenso wurde das Stück 1938, 1960 und erneut 1980 mehrfach für das englische Fernsehen adaptiert.
Unter der Regie von Karl Fruchtmann, der auch das Drehbuch mitgestaltete, wurde 1969 eine deutschsprachige Fernsehfassung in der Übersetzung von Georg Goyert produziert mit Walter Richter in der Rolle des „Captain“ Boyle und Klaus Maria Brandauer in der Rolle des Johnny Boyle
Im Januar 1975 wurde im Deutschen Fernsehfunk, dem staatlichen Fernsehens der damaligen Deutschen Demokratischen Republik, eine Aufzeichnung der Inszenierung von Juno und der Pfau unter der Regie von Adolf Dresen an den Kammerspielen des Deutschen Theaters in Berlin gezeigt.